# Marie-Thérèse Morlet
Pour les personnes ayant le même patronyme, voir Morlet.
Marie-Thérèse Morlet, née le 18 novembre 1913 à Guise (Aisne) et morte le 9 juillet 2005 à Ivry-sur-Seine, est une linguiste française, spécialisée en onomastique.

## Biographie
Elle est docteur ès lettres (1967) et maître de recherches honoraire au CNRS en 1991.
Son ouvrage le plus connu, le Dictionnaire étymologique des noms de famille, est souvent considéré comme ayant « dépoussiéré », après la disparition d'Albert Dauzat, l'onomastique française, et plus spécialement sa branche anthroponymique. Marie-Thérèse Morlet a du reste participé à la rédaction des dernières éditions du Dictionnaire d'Albert Dauzat.
Ses travaux en toponymie sont également à signaler. Après avoir consacré un premier ouvrage à la toponymie de la Thiérache, où elle fait la part belle aux microtoponymes, elle complète le Dictionnaire étymologique des noms de lieux en France d'Albert Dauzat et Charles Rostaing, initialement paru en 1963, et auquel elle adjoint un supplément lors de sa réédition (Guénégaud, s.d., 1978).
Elle a par ailleurs publié de nombreuses études anthroponymiques et toponymiques dispersées dans diverses revues.

## Ouvrages
- Toponymie de la Thiérache, Artrey, Paris, 1957, 137 p. [pas d'ISBN].
- Étude d'anthroponymie picarde : les noms de personne en Haute Picardie aux XIIIe, XIVe, XVe siècles, 468 pages, collection de la Société de linguistique picarde, édité par le Musée de Picardie, Amiens, 1967 [pas d'ISBN].
- Le Vocabulaire de la Champagne septentrionale au Moyen âge : essai d'inventaire méthodique, Klincksieck, coll « Bibliothèque française et romane. Série A, Manuels et études linguistiques », Paris, 1969, 429 p. [pas d'ISBN].
- Les Noms de personne sur le territoire de l'ancienne Gaule du VIe au XIIe siècle, 1968, 1972 et 1985.
- Les Études d'onomastique en France : de 1938 à 1970, Société d'études linguistiques et anthropologiques de France, Paris, 1981, 214  (ISBN 2-85297-070-8).
- Le censier de Chomelix et de Saint-Just près Chomelix - 1204  Editions du CNRS, 1978, 103 p.
- Dictionnaire étymologique des noms de famille, 1re édition : Perrin, Paris, 1991, 983 p.  (ISBN 2-262-00812-4), 2e édition : Perrin, Paris, 1997, 1032 p.  (ISBN 2-262-01350-0).
- « Terrier de la Seigneurie du Marquais. Étude Onomastique » [anthroponymie et toponymie], in Source picarde / Hommage à René Debrie, Centre d'études picardes de l'Université de Picardie-Jules-Verne n° XLV / Eliktra, Association culturelle picarde n° LXX, Amiens, 1992, p. 141-164.
- Les noms de personne du Puy-en-Velay en 1367 : in Cahiers de la Haute-Loire 1999, Le Puy-en-Velay, Cahiers de la Haute-Loire, 1999